# کازنوویچه
کازنوویچه (به صربی: Kaznoviće) یک منطقهٔ مسکونی در صربستان است که در Raška واقع شده‌است. کازنوویچه ۵۲۷ نفر جمعیت دارد.